# Langenlois
Langenlois is een gemeente in de Oostenrijkse deelstaat Neder-Oostenrijk, gelegen in het district Krems-Land (KR). De gemeente heeft ongeveer 7100 inwoners.
De gemeente omvat de volgende zeven plaatsjes. Het getal tussen haakjes is het aantal inwoners op 31 oktober 2011.
- Gobelsburg (784)
- Langenlois (4640)
- Mittelberg (178)
- Reith (212)
- Schiltern (696)
- Zeiselberg (166)
- Zöbing (716)

## Geografie
Langenlois heeft een oppervlakte van 67,12 km². Het ligt in het noordoosten van het land, ten noordwesten van de hoofdstad Wenen en ten zuiden van de grens met Tsjechië.
Aggsbach · Albrechtsberg an der Großen Krems · Bergern im Dunkelsteinerwald · Droß · Dürnstein · Furth bei Göttweig · Gedersdorf · Gföhl · Grafenegg · Hadersdorf-Kammern · Jaidhof · Krumau am Kamp · Langenlois · Lengenfeld · Lichtenau im Waldviertel · Maria Laach am Jauerling · Mautern an der Donau · Mühldorf · Paudorf · Rastenfeld · Rohrendorf bei Krems · Rossatz-Arnsdorf · Schönberg am Kamp · Senftenberg · Spitz · St. Leonhard am Hornerwald · Straß im Straßertale · Stratzing · Weinzierl am Walde · Weißenkirchen in der Wachau
- Gemeinsame Normdatei: 4099034-5
- Library of Congress Control Number: n82005903
- MusicBrainz: 9896f875-87c7-4b6f-8cfa-4404dc2c378f
- Nationale Bibliotheek van Tsjechië: ge714671
- Nationale Bibliotheek van Israël: 987007550527905171
- Virtual International Authority File: 147763009
- WorldCat: E39PBJgmHxJtjHm8vwvtGdMtrq